# Liszt Ferenc Kamarazenekar
A Liszt Ferenc Kamarazenekar 1963-ban, Budapesten megalakult komolyzenei zenekar. A zenekar közel 50 éves fennállása alatt komoly nemzetközi hírnévre tett szert, felléptek – többek között – a New York-i Carnegie Hallban, a tokiói Suntory Hallban, a Sydney-i Operaházban, a párizsi Théâtre de la Ville-ben, valamint az amszterdami Concertgebouw-ban is, de rendszeresen koncerteznek Európa szinte minden országában is.
A 2011-es Liszt-év során a zenekar fellépett Pekingben, meghívást kaptak a China-Shanghai International Arts Festival-ra, eljutottak Erdélybe, ahol Kolozsvárott és Székelyudvarhelyen léptek fel. Rosztropovics szülővárosában, Bakuban is koncerteztek. A Liszt-év és a magyar EU-elnökség egyik megnyitó ünnepségén, a madridi Auditorio Nacionalban I. János Károly spanyol király és Zsófia spanyol királyné jelenlétében adtak koncertet.
A zenekar egyik alapító tagja és koncertmestere, Rolla János a zenekar jelenlegi művészeti vezetője. A zenekarnak jelenleg 16 tagja van, és koncertjeiken rendszeresen igen neves szólistákkal muzsikáltak együtt, mint Szvjatoszlav Richter, Yehudi Menuhin, Jean-Pierre Rampal, Henryk Szeryng, Isaac Stern, Msztyiszlav Rosztropovics, Kocsis Zoltán, Maurice André, Martha Argerich, Pierre Fournier, Heinz Holliger, Schiff András, Pauk György, Frankl Péter, Ránki Dezső, Hansjörg Schellenberger, Vadim Repin, Starker János vagy Midori Goto.
1991 óta a zenekar az Óbudai Társaskör helységeiben próbál.

## Történet
A Liszt Ferenc Kamarazenekar 1963-ban alakult Budapesten, a Liszt Ferenc Zeneművészeti Főiskola végzős növendékeiből. Első zeneigazgatójuk Sándor Frigyes, a Zeneakadémia professzora volt, akinek a halála után, 1979-ben, Rolla János hegedűművész vette át a zenekar irányítását. Közel fél évszázados működésük során nemzetközi hírnévre tettek szert, több mint ötven országban adtak koncertet, és felléptek a New York-i Carnegie Hallban, a tokiói Suntory Hallban, a Sydney-i Operaházban, a párizsi Théâtre de la Ville-ben, valamint az amszterdami Concertgebouw-ban is.

## Fellépések és repertoár
Rendszeresen hangversenyeznek Európa szinte minden országában: felléptek többek között Ascona, Besançon, Edinburgh, Flandria, Helsinki, Luzern, Montreux, Prades, Salzburg, Santander és Moritzburg, Menton híres fesztiváljain. Többször is meghívták az együttest az Egyesült Államokba és Japánba Indiába, Kínába, de eljutottak Dél-Amerikába, ahol többek között Buenos Aires és São Paulo hangversenytermeiben játszottak nagy sikerrel.
Koncertjeiken és lemezeiken olyan kiváló szólistákkal muzsikáltak együtt, mint Szvjatoszlav Richter, Yehudi Menuhin, Jean-Pierre Rampal, Henryk Szeryng, Isaac Stern, Msztyiszlav Rosztropovics, Kocsis Zoltán, Maurice André, Martha Argerich, Pierre Fournier, Heinz Holliger, Schiff András, Pauk György, Frankl Péter, Ránki Dezső, Hansjörg Schellenberger, Vagyim Rjepin, Starker János vagy Midori.
Repertoárjuk a zeneirodalom igen széles skáláját fogja át a barokktól a klasszikus és romantikus darabokon át a kortárs művekig. A zenekar eddig több mint 200 hanglemezfelvételt készített a Hungaroton, az Erato, a Teldec, az EMI, a Quintana és a CBS-Sony Classic kiadókkal. Legtöbb felvételük a Hungarotonnal készült, ahol Ferencsik János után másodikként vehették át az egymillió példányszám után járó emlékplakettet. Párizsban három alkalommal nyerték el a francia Académie du Disque nagydíját, Magyarországon pedig több felvételük kiérdemelte az Év hanglemeze címet.

## Kitüntetések
A Liszt Ferenc Kamarazenekar kiemelkedő munkáját számos kitüntetéssel ismerték el: 2001 októberében a Zeneakadémián átvették a Hungaroton újabb elismeréséről szóló díját. 2003 augusztusában Sárospatak városa Pro Urbe díjat adományozott a zenekarnak, majd ugyanezen év novemberében Göncz Árpád adta át a Magyarország Európában Alapítvány oklevelét az együttesnek. 2006. március 25-én, Bartók Béla születésének 125. évfordulója alkalmából, a zenekar átvette a Magyar Művészetért Kuratórium és a Herendi Porcelánmanufaktúra Rt. által adományozott herendi Bartók-emlékszobrot, mellyel elismerték, hogy az együttes ,,méltó hordozója Bartók szellemi örökségének’’. 1991 óta az együttes az Óbudai Társaskört tekinti otthonának.

## Új utak
A zenekar gyakran játszik együtt más művészeti ágak kiváló képviselőivel. Legemlékezetesebb ilyen szereplésükre Szolnokon, az Amadeus című darabban került sor Darvas Ivánnal és Alföldi Róberttel, Szikora János rendezésében. De nagy sikert arattak a Győri Balettel, a Budapest Klezmer Banddel, Roby Lakatos jazztársulatával és a Snétberger Ferenc gitárművésszel közös fellépések is. Emellett természetesen továbbra is a hagyományos fellépések jelentik az együttes fő profilját, és olyan világnagyságok tisztelték meg a zenekart az elmúlt években, mint Emmanuel Pahud, Vagyim Gluzman, Denisz Macujev, Jefim Bronfmann, Gustav Rivinius, Markus Stockhausen, Steven Ysserlis, Boldoczki Gábor, Rost Andrea, Miklósa Erika.
A zenekar mindig is szívén viselte az ifjú tehetségek felkarolását. Több Alma Mater-koncerten is közreműködtek, valamint rendszeresen adnak elő darabokat fiatal magyar zeneszerzőktől. Az utóbbi évek nagy kihívása az utánpótlás közönség kinevelése, ezért a zenekar rendszeresen fellép a magyarországi egyetemeken, valamint ifjúsági koncerteket is tart általános iskolások számára.

## A közelmúlt eseményei
Az elmúlt két év bővelkedett kiemelkedő koncertekben. 2010-ben az együttes fellépett Frankfurtban az Alte Oper, és Düsseldorfban a Tonhalle koncerttermeiben, valamint a Mecklenburg-Vorpommern Fesztiválon. Abban az évben került sor első fellépésükre Ománban. A 2011-es Liszt-év számos újdonsággal szolgált a zenekar számára. Koncerteztek Pekingben a világhírű National Centre for the Performing Arts koncerttermében, valamint meghívást kaptak Ázsia egyik legrangosabb fesztiváljára, a China-Shanghai International Arts Festivalra. A tavalyi évben sor került a zenekar első erdélyi turnéjára, Kolozsvárott és Székelyudvarhelyen léptek fel. Rosztropovics szülővárosába, Bakuba is eljutottak. A Liszt-év és a magyar EU-elnökség egyik megnyitó ünnepségén Madridban, az Auditorio Nacionalban I. János Károly spanyol király és Zsófia királyné is megtisztelte jelenlétével a zenekart.
A zenekar fennállásának 50 éves évfordulóját a 2012–2013-as hangversenyszezonban országos hangversenykörúttal ünnepli.

## A zenekar tagjai

### Az alakuláskor
- Művészeti vezető: Sándor Frigyes
- Koncertmester: Rolla János

#### Hegedű
- Lovas György
- Weisz Zsuzsa
- Kostyál Kálmán
- Isépy Éva
- Áldor Lili (1965–től)
- Gazda Péter (1967-től)(alkalmanként karmester is)
- Kiss György (1973-tól)
- Tfirst Zoltán (1973-tól)

#### Brácsa
- Pongrácz Gábor
- Pista András (1973-tól)
- Klepoch Ernő (1977-től)

#### Gordonka
- Frank Mária
- Kelemen Pál
- Sándor Anna (1973–2017)

#### Nagybőgő
- Som László

#### Continuo
- Pertis Zsuzsa

### A jubileumi, 50. (2013–14) évadban
- Művészeti vezető és koncertmester: Rolla János

#### Hegedű
- Tfirst Zoltán
- Hamar Péter
- Hutás Gergely
- Hargitai Géza
- Tfirst Péter
- Pintér Attila
- Déri Tamás
- Horváth Róbert
- Kovács Attila

#### Brácsa
- Várnagy Mihály
- Lezsák Attila
- Pista András

#### Gordonka
- Kertész Ottó
- Rózsa Richárd
- Sándor Anna

#### Nagybőgő
- Horváth Bence Dániel

## Korábbi tagok
Lovas György (2003-ig), Áldor Lili (2001-ig), Gazda Péter (2010-ig), Kiss György (2008-ig), Weisz Zsuzsanna (2005-ig), Kostyál Kálmán (2003-ig), Isépy Éva (2003-ig), Puskás Rodrigo (2010-ben), Pongrácz Gábor (1990-ig), Klepoch Ernő (2000-ig), Frank Mária (2001-ig), Kelemen Pál (1999-ig), Som László (1995-ig), Martos Attila (1995-től 2000-ig), Pertis Zsuzsa.